# Februarie 1986
Acest articol este generat integral pe baza informațiilor din articolul 1986 și este actualizat periodic de un robot.
 Editările făcute în articol vor fi șterse la următoarea actualizare! Dacă doriți să faceți modificări, editați articolul-sursă.

ianuarie -
februarie -
martie -
aprilie -
mai -
iunie -
iulie -
august -
septembrie -
octombrie -
noiembrie -
decembrie
Februarie 1986 a fost a doua lună a anului și a început într-o zi de sâmbătă.

## Evenimente
- 20 februarie: A fost plasat pe orbită primul element al stației orbitale rusești, MIR.
- 28 februarie: S-a semnat Actul Unic European.

## Nașteri
- 4 februarie: Clement Pălimaru, fotbalist român
- 4 februarie: Ivett Szepesi, handbalistă maghiară

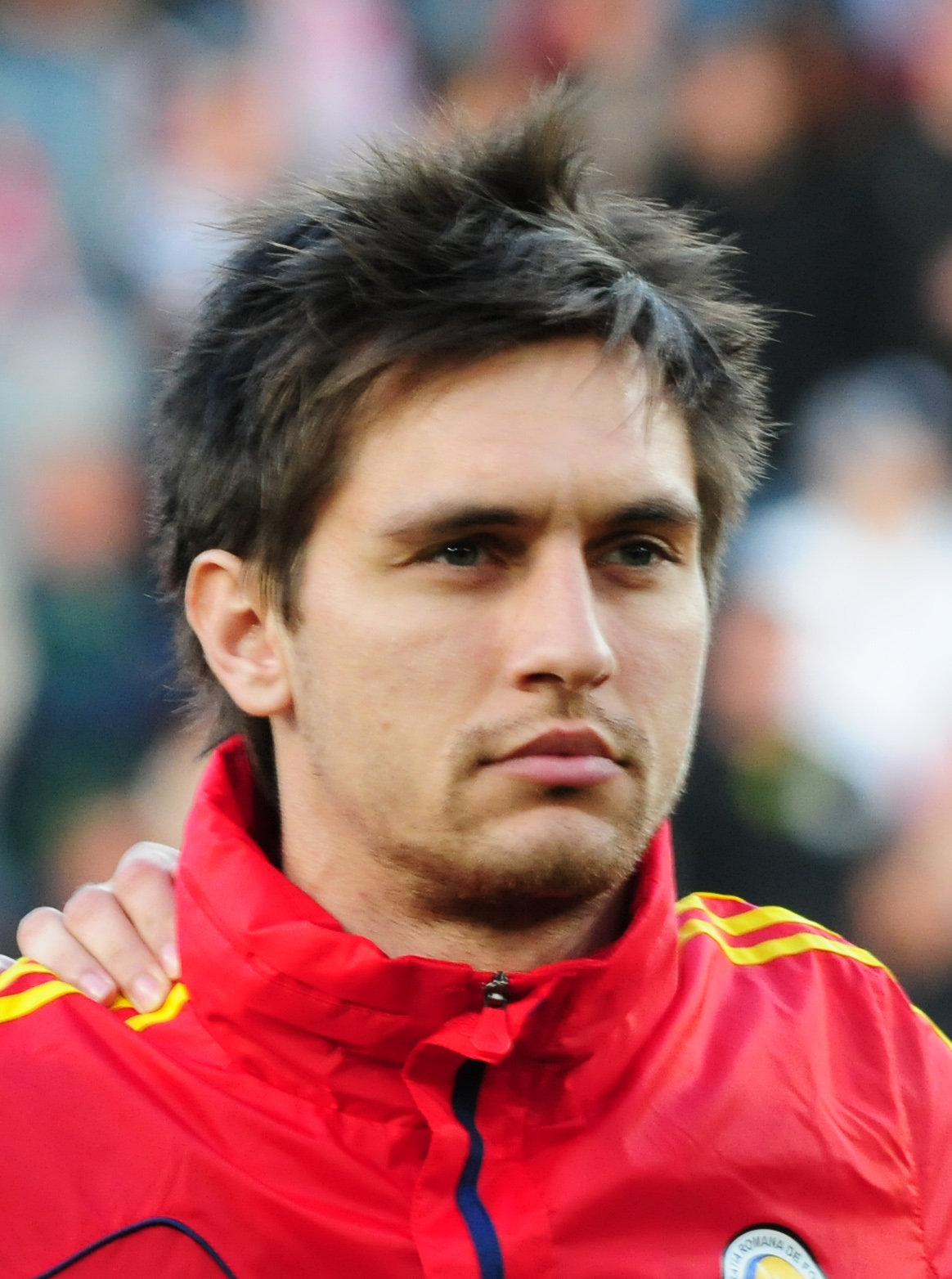
Ciprian Tătărușanu, fotbalist român
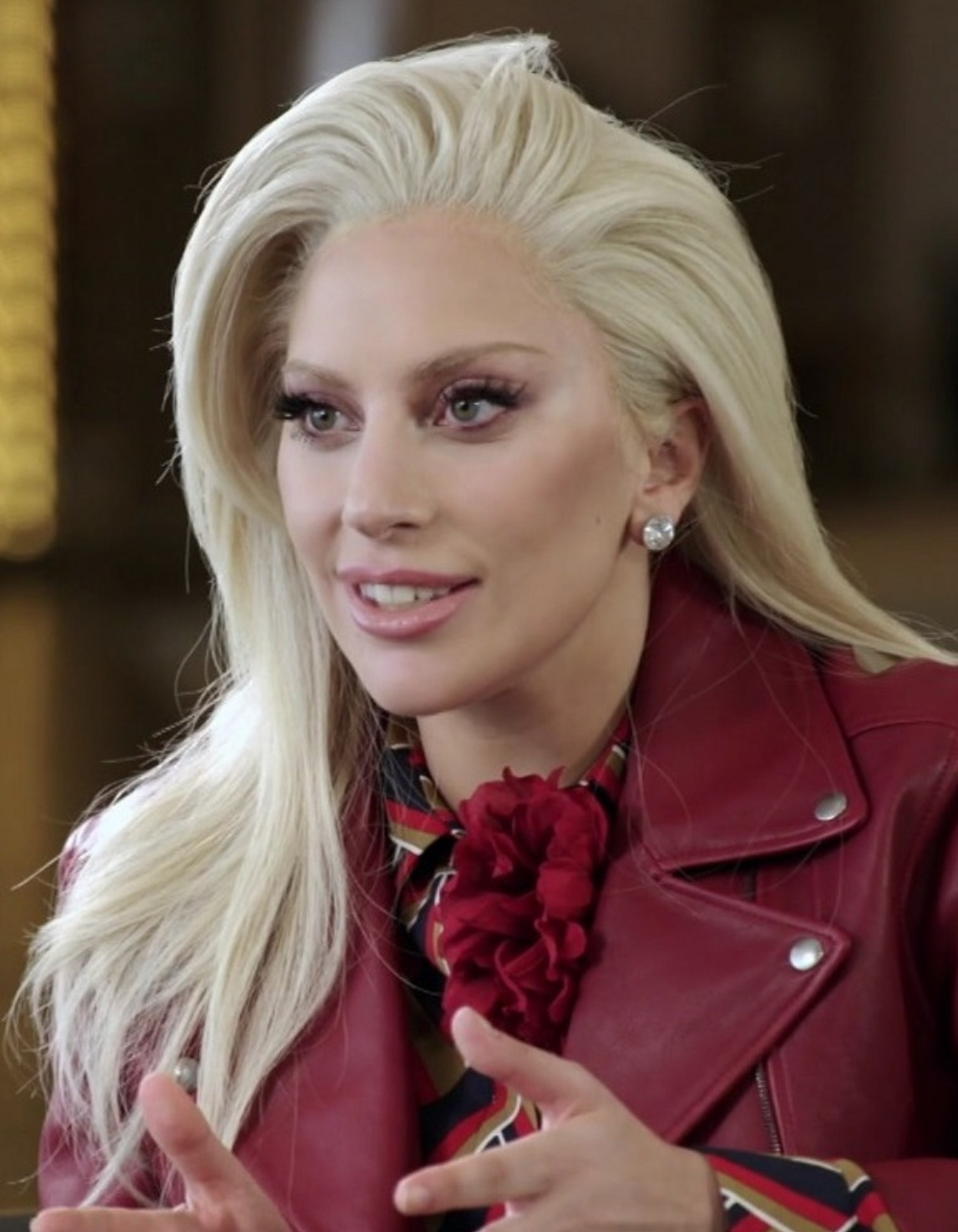
Lady Gaga, cântăreață, textieră și actriță americană
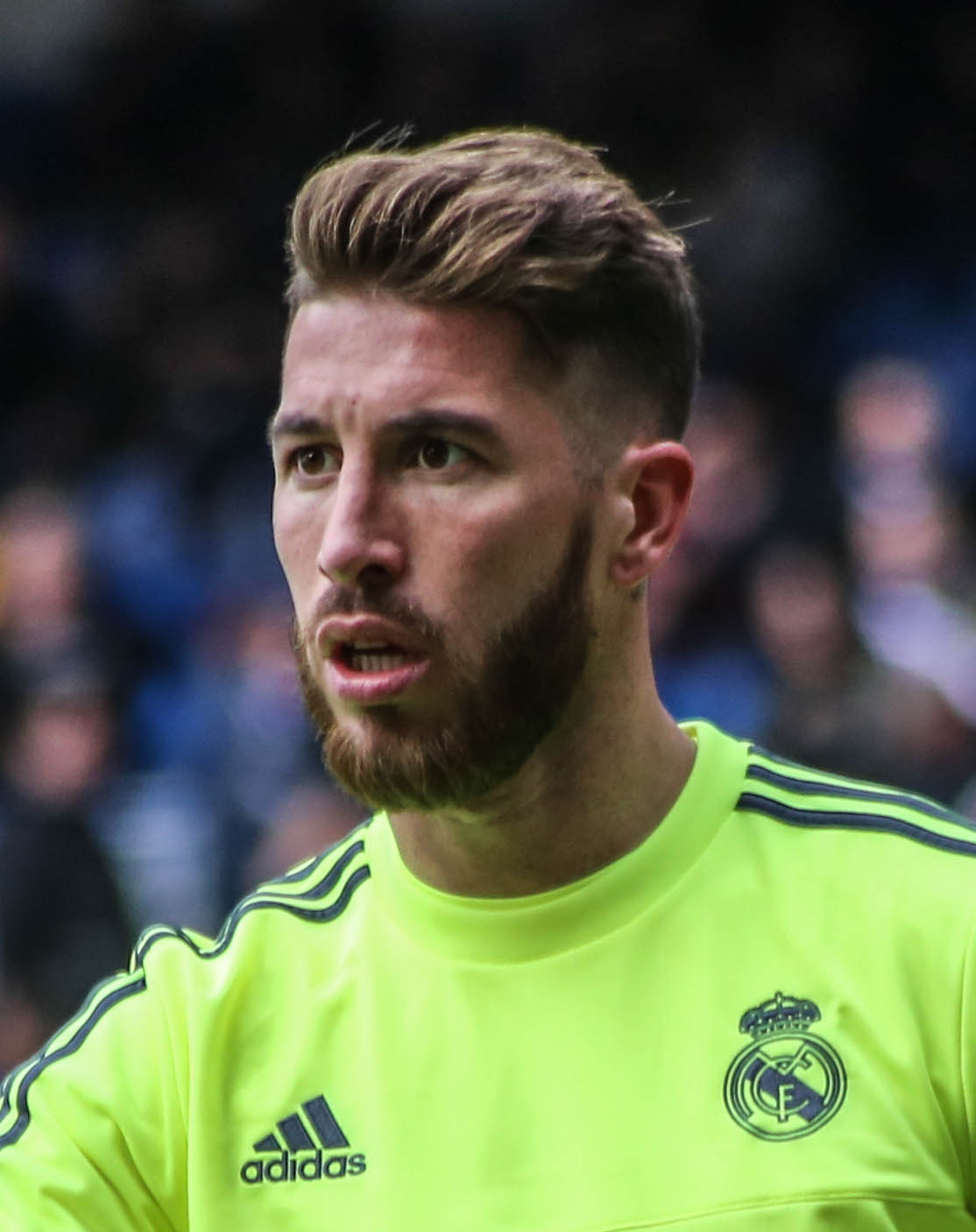
Sergio Ramos, fotbalist spaniol
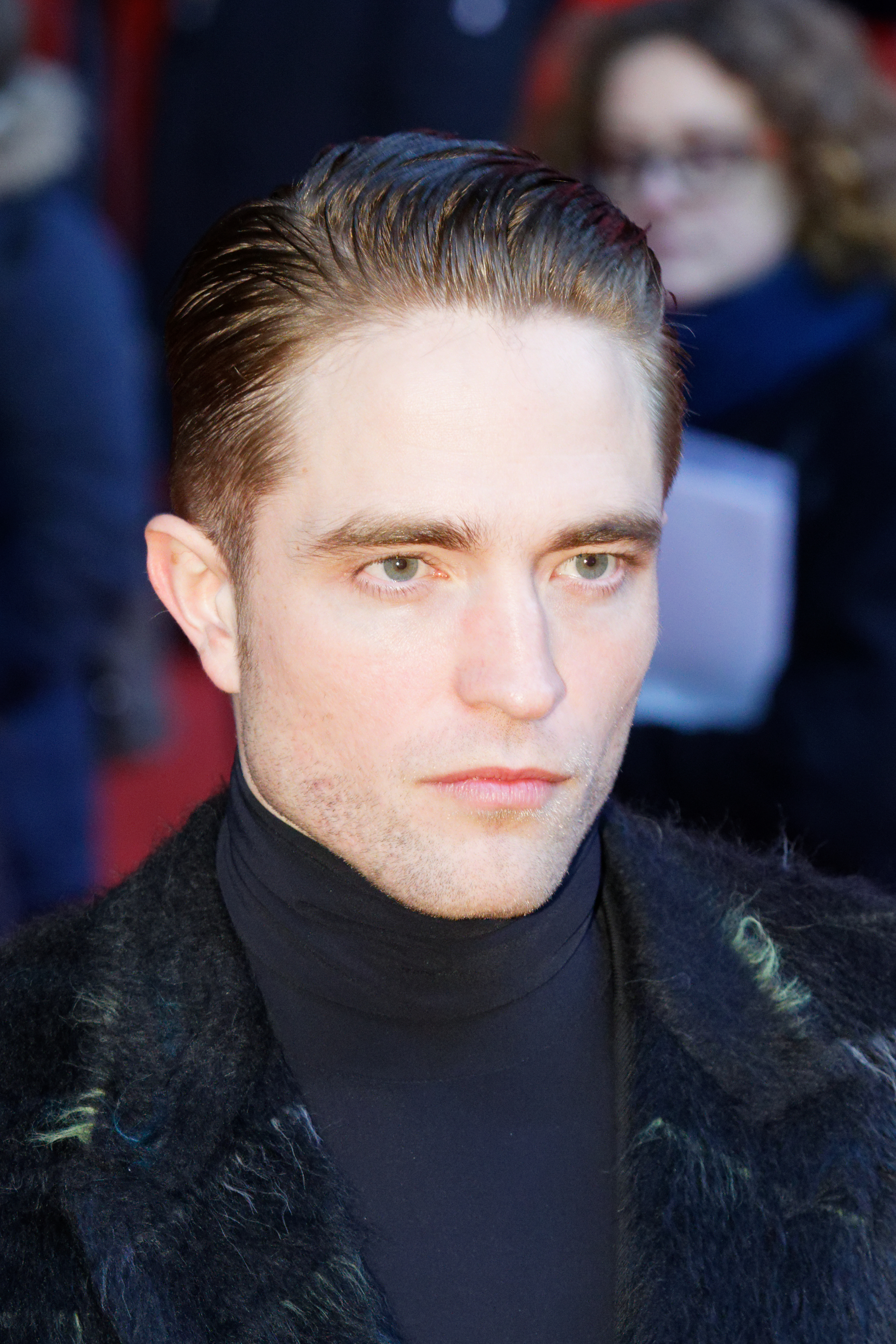
Robert Pattinson, actor, model și muzician britanic

- 5 februarie: Takayuki Seto, fotbalist japonez
- 9 februarie: Ciprian Tătărușanu (Anton Ciprian Tătărușanu), fotbalist român (portar)
- 9 februarie: Șerban Moraru, fotbalist român
- 10 februarie: Radamel Falcao, fotbalist columbian
- 11 februarie: Tudor Polak, politician român
- 12 februarie: Elton Figueiredo (Elton Charles Figueiredo da Silva), fotbalist brazilian
- 12 februarie: Andi Lila, fotbalist albanez
- 13 februarie: Jamie Murray, jucător britanic de tenis
- 14 februarie: Tiffany Thornton (Tiffany Dawn Thornton), actriță americană de film
- 15 februarie: Valeri Bojinov, fotbalist bulgar (atacant)
- 16 februarie: Diego Godín, fotbalist uruguayan
- 16 februarie: Ciprian Deac (Ciprian Ioan Deac), fotbalist român
- 17 februarie: Marian-Gheorghe Cucșa, politician român
- 17 februarie: Julie Mayaya, cântăreață română
- 18 februarie: Horațiu Pungea, jucător de rugby în XV profesionist român
- 19 februarie: Marta Vieira da Silva, fotbalistă braziliană
- 19 februarie: Maria Mena, muziciană norvegiană
- 19 februarie: Sebastián Dubarbier, fotbalist argentinian
- 22 februarie: Oleg Molla, fotbalist din R. Moldova
- 22 februarie: Toshihiro Aoyama, fotbalist japonez
- 26 februarie: Paul Tincu (Paul Cătălin Tincu), fotbalist român
- 26 februarie: Georg Niedermeier, fotbalist german
- 26 februarie: Nacho Monreal, fotbalist spaniol